# Krapice

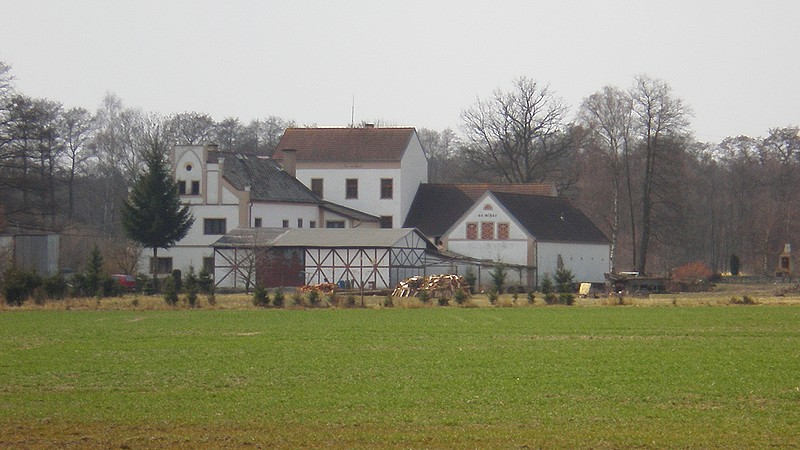
Krapice

Krapice (deutsch Kropitz) ist ein Stadtteil von Františkovy Lázně in Tschechien.

## Geografie

### Geographische Lage
Der Stadtteil liegt in den Uferwiesen des Seebaches zwischen Ostroh und Františkovy Lázně. Im Osten er an Dolní Lomany sowie den Stadtkern Františkovy Lázně, wobei die Abstände jeweils zwei Kilometer und etwa drei Kilometer betragen. Südlich von Krapice befindet sich eine Seenlandschaft, deren größter See der Amerika-See, ein Naherholungsgebiet ist. Im Westen befinden sich weitere Seen und ein Waldgebiet. Im Norden sind wiederum Seen und Wald anzutreffen.

### Nachbargemeinden
Im Nordwesten liegt in sechs Kilometer Entfernung die Ortschaft Poustka. Nordöstlich von Kropitz liegt Horní Lomany.

## Geschichte
Im Jahr 1218 bestätigte König Friedrich II. dem Kloster Waldsassen, dass Kuno und Heinrich von Liebenstein  für einen Hof in Kropitz einen Teil des Dorfes Konreut mit dessen Einnahmen und Dienstleistungen überlässt. Zu dieser Zeit war das Dorf Kropitz ein Sachsen-Naumburgisches Lehen. 1486 verlieh Friedrich, Markgraf von Meißen, einen Gutshof in Kropitz an Patrizier in Eger. Danach gelangte er an die Wirsperg von Höflas, die 1584 mit drei weiteren Gutshöfen und mit der Mühle des Ortes belehnt wurden. Crapicz (Kropitz) steht 1322 im Verzeichnis der verpfändeten Orte des Egerlandes. Das Klauensteuerbuch vom 1392 enthält die Namen von neun Bauern des Ortes, die Viehbestand versteuerten. Das Achtbuch und das Urgichtenbuch enthalten weitere Begebenheiten mit rechtlichem Hintergrund.
1601 kauften die Reizenstein die Mühle (Haus Nr. 1), 1602 kam sie mit vier Höfen an das Adelsgeschlecht der Rottenhan, dann kauften sie die Reizenstein wieder zurück und danach wechselten die Hofbesitzer häufig, bis Kropitz als Gesamtbesitz an die von Zedtwitz kam. Die Kropitzmühle am Seebach, der in Trockenzeiten Wassermangel hatte, war bis 1945 nach technischen Verbesserungen und neuen Eigentümern (Winkler, Wilhelm, Frank) in Betrieb. Im Jahr 1712 kaufte der Magistrat der Stadt Eger das Gut Höflas mit Kropitz und Oedt. Danach kam es zu zahlreichen Veränderungen der Grundherrschaftsgrenzen, was oft zu Streitigkeiten zwischen den einzelnen Herrschaftsinhabern führte.
Nach Ende der Erbuntertänigkeit kam Kropitz 1850 mit Sichdichfür, Tannenberg, Höflas, Oedt und Rossenreuth zur Gemeinde Oberlohma, Kammerdorf zur Gemeinde Eichelberg. 1922 nach Gründung der Tschechoslowakei wurde Kropatz eine eigene Gemeinde mit Kammerdorf und Sichdichfür, gehörte zur Pfarrei Oberlohma, hatte seit 1904 eine eigene Schule und eine eigene Feuerwehr. Der Ort war mit Trinkwasser gut versorgt. Die Wiesen nach Franzensbad hin wurden entwässert. Die Ackerböden waren lehmsandig und schwer zu bearbeiten, nach Norden zu leichter und ertragreicher. 

### Einwohnerentwicklung
| Jahr | Einwohnerzahl |
| ---- | ------------- |
| 1869 | 328           |
| 1880 | 331           |
| 1890 | 284           |
| 1900 | 226           |
| 1910 | 281           |

| Jahr | Einwohnerzahl |
| ---- | ------------- |
| 1921 | 226           |
| 1930 | 243           |
| 1950 | 79            |
| 1961 | 84            |
| 1970 | 61            |

| Jahr | Einwohnerzahl |
| ---- | ------------- |
| 1980 | 33            |
| 1991 | 42            |
| 2001 | 43            |
| 2011 | 54            |

## Kultur und Sehenswürdigkeiten
- Am 26. Oktober 1855 ließ der Bauer Adam Schwager aus Haus Nr. 11 auf der rechten Seite des Weges nach Höflasgut, nördlich von Kropitz, als Denkmal ein gusseisernes Kreuz in der Form des Kreuzes des Souveränen Malteserordens auf einer viereckigen, steinernen Säule mit Haube errichten. Es ist heute noch erhalten.